# Więzadło gnykowo-nagłośniowe

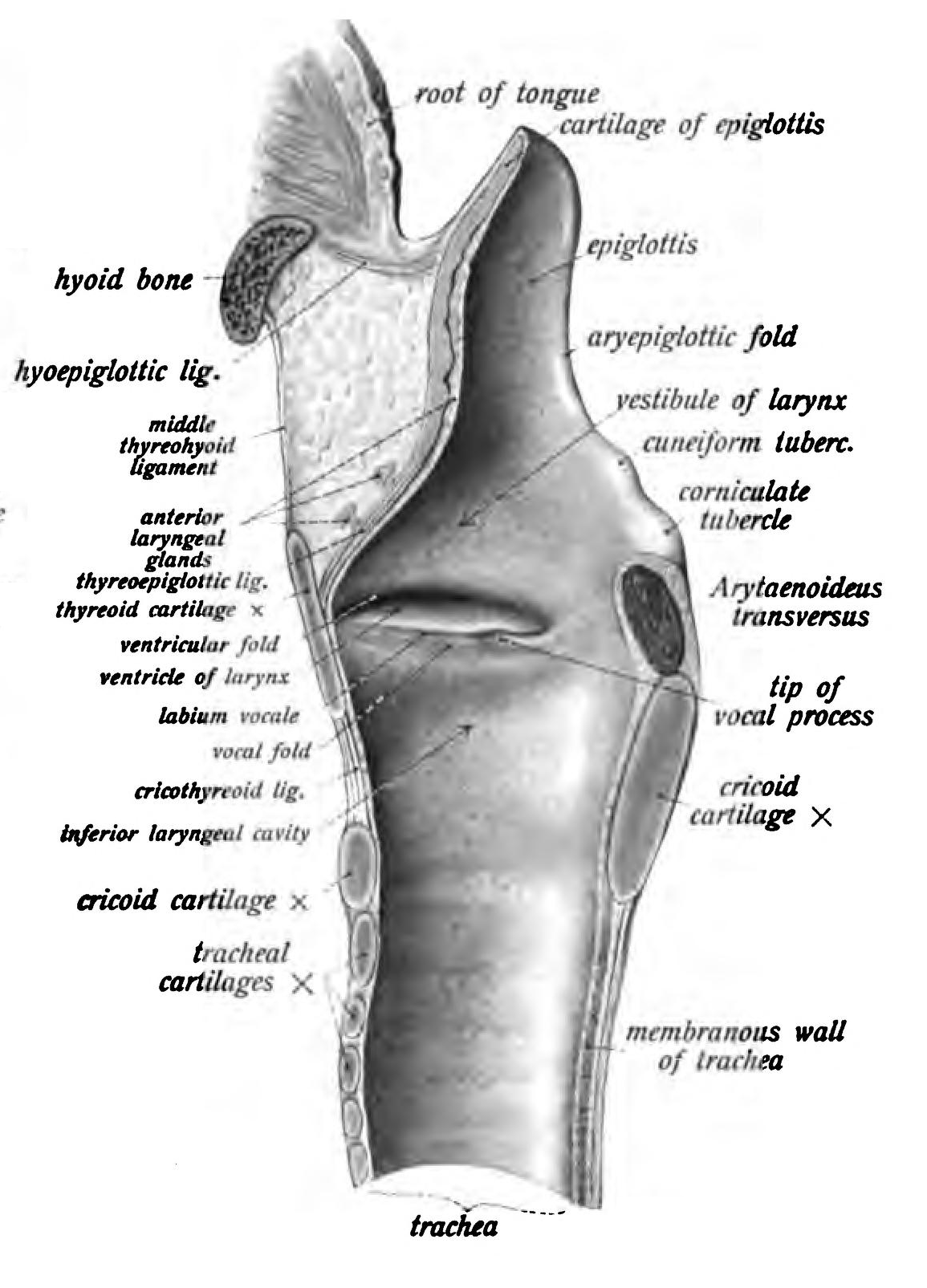
Więzadło gnykowo-nagłośniowe podpisane hyoepiglottic lig.

Więzadło gnykowo-nagłośniowe (łac. ligamentum hyoepiglotticum) – w anatomii człowieka jedno z więzadeł zewnętrznych krtani. Jest to szerokie, sprężyste pasmo biegnące od linii pośrodkowej przedniej powierzchni chrząstki nagłośniowej do przodu i do góry, kończąc się na tylnym brzegu trzonu kości gnykowej.
Więzadło gnykowo-nagłośniowe stanowi górne ograniczenie trójkątnej przestrzeni przednagłośniowej, zawierającej ciało tłuszczowe krtani.